# 무거

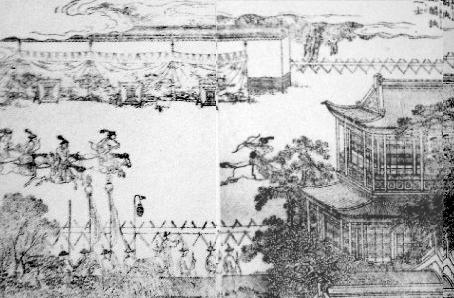
무거인을 선발하는 장면

무거(武擧)는, 중국, 조선, 베트남의 과거 제도 가운데 무과, 즉 군사 부문 인재를 선발할 목적으로 거행되었던 시험을 말한다. 조선과 베트남의 무거(무과) 모두 중국의 제도를 본뜬 것이다. 
중국에서 무거를 처음으로 시행한 것은 당 고종이었다. 기존의 기록에서는 702년 무측천이 처음으로 무과를 창설하고 시행한 것으로 여겨졌으나, 1971년에 발견된 이인태의 묘지명에서 그가 당 고종 때인 영륭 2년(681년)에 무과에 참여하였다는 기록이 확인되어 무측천 이전에 이미 무과가 실시되고 있었음을 알 수 있다(다만 그 창설 시기는 여전히 논란의 여지가 있다). 시험 내용에는 화살, 활, 칼, 돌(투석) 등이 포함되었다. 
이후 송과 명에도 무거가 존재했으며, 청에 이르러 무거에서 무과로 이름이 바뀌었다. 
중국 역사상 약 500회의 무과가 이루어졌으나, 모두 문과에 비해 그 가치나 사회적 평가가 낮았고, 중국의 여러 왕조가 무과의 폐지 혹은 부활을 반복했다. 
문과와 비교했을 때, 무거 급제자는 무거인(武擧人)이라고 불렸고, 무과 1등은 무장원(武狀元)이라고 불렸다. 무과에서도 문과와 마찬가지로 부정 행위가 있었지만, 문과만큼 심각하지는 않았다.

## 중국

### 당나라
당의 무거는 주로 무거운 것 들기, 기사(마상궁술), 보사(활쏘기), 마창(말 위에서 창 쓰기) 등의 기술을 평가했다. 또한, 지원자의 외모와 체격에 대한 요건도 있었는데, '강인하고 위풍당당하며, 장군다운 품격'을 갖춰야 했다.

### 송나라
인종 이래 무과 제도가 시행되어 매회 70명이 성시에 나아갔다. 초기에는 군두를 내궁전고에 모으고 궁마 즉 말 타기와 활 쏘기를 시험했다. 아울러 무경칠서의 의미에 대해 다섯 가지, 병기책 두 가지 문제를 출제하였다. 최고 득점자는 부보의랑(補保義郎)으로 진급하여 순검 임무를 수행했다.
문치주의를 표방했던 송에서는 군사 작전은 무력만을 사용하는 것이 아니라 손자병법에서처럼 전략으로 뒷받침되어야 한다고 규정했습니다.
송이 금 왕조에게 밀려 장강 이남으로 내려간 뒤 정전사에서 궁마를 시험하였는데 한 번에 20명이 응시하였다.
순희 2년 3월 을사에 무과 1등 합격자에게 승의랑(秉義郎)을 보임하고 군사 고문으로 삼도록 하였다. 7년에는 무거 전시에서 1등으로 합격한 자는 정장(正將)과 동등하게, 3등 이상은 부장군과 동등하게, 5등 이상과 성시 수훈자는 준비장(準備將)과 동등하게 하였고, 무거 급제자들이 종군하는 최초의 관례가 되었다.
무거 출신자들 역시 '비할 데 없는' 평가 기준을 가지고 있었다. 순희 10년, 변방의 무학 출신자들은 '射兩石弓，馬射九斗'하는 자들로 모두 '비할 데 없는' 자로 여겨졌다.

### 명나라
명의 무거는 모략이 우선이고 무예는 그다음(先之以謀略，次之以武藝)이라 하여, 정책에 대한 필기 시험에서 떨어지면 무거에 응시할 수가 없었다. 초기 필기 시험은 정책 문제 2개, 사서 문제 1개로 총 3문제로 구성되었다. 이후 사서 문제는 무경(武經) 암송으로 변경된다. 무예는 기사(마상궁술)로 아홉 대를 쏘아 최소 세 대, 보사는 아홉 대를 쏘아 최소 다섯 대를 명중시켜야 했다. 
명 왕조 초기에는 둔병(세습 병사) 제도가 시행되었다. 무과에서 사람을 뽑는 것은 무학에 중점을 두었다. 명에서 군사 선발 경로는 세습, 무과, 군역, 모병의 네 가지였다. 명에서 무거는 천순 8년에 처음으로 시행되었다. 가정 원년(1522)에 무거조격이 제정되어 무과가 관례화되었다. 무과는 향시, 회시, 전시로 나뉘었다. 향시에서는 마사, 보사 및 시책논이 하나 있었다. 회시에서는 마사, 보사 및 책 두 가지, 논 한 가지가 있었다. 
명 왕조에도 무거와 유사하게 회거가 있었으나 남북 직예(直隸)의 공신들의 후손과 무관 자녀들만이 참여할 수 있었다.

### 청나라
만주족의 청 왕조에서 무과는 마사와 보사를 먼저 시험하는 것으로 바뀌었다. 마사(기마궁술)은 여섯 대씩 두 번을 쏘아서 세 대를 명중시키면 합격으로 간주되었다. 보사는 아홉 발을 쏘아서 다섯 발을 명중시키면 합격으로 간주되었다. 그런 다음 근력 시험을 더했는데, 여기에는 활을 당기고, 칼을 휘두르고, 무거운 돌을 들어 올리는 것이 포함되었다. 활은 8근, 10근, 12근으로 나뉘었고, 칼은 80근, 100근, 102근으로 나뉘었고, 돌은 200근, 250근, 300근으로 나뉘었다. 그리고 이 '실기'에 합격한 사람만이 '필기'를 치렀다.
청 왕조에서 무거는 이전 한족의 명 왕조와 비슷하게 향시와 회시 그리고 전시 이렇게 세 단계로 나뉘었다. 향시는 다시 세 차례의 시험으로 나뉘었다. 첫 번째 시험은 마사(기마궁술), 두 번째 시험은 보사와 기용을 시험하였는데, 이를 총칭하여 외장(外場)이라고 하며, 세 번째 시험은 무경칠서를 암기하는 것이었으며, 이를 내장(內場)이라고 하였다. 회시도 향시와 같은 내용으로 세 차례의 시험으로 나뉘었다. 전시는 자금성의 태화전에서 치러졌고, 황제가 직접 시험을 주관했다. 
마시의 경우 35계단(175피트) 거리에 과녁 세 개를 세워 놓고 화살 여섯 발을 두 번씩 쏘고 다시 땅에 놓인 공을 한번씩 쏘았다. 과녁 세 개를 맞혔을 때만 보사 시험을 치를 수 있었으며 활은 삼력을 기반으로 했다. 
보사의 경우 높이 5피트 5인치, 너비 2m의 천으로 만든 과녁을 궁수로부터 30계단(150피트) 떨어진 곳에 세웠다. 여섯 대의 화살로 두 개의 표적을 맞혔다. 활은 오력을 기반으로 했다. 
기용에는 활을 당기고, 검을 휘두르고, 돌을 들어 올리는 것이 모두 포함되었다. 활은 8력, 10력, 12력으로 나뉘었고, 검은 80근, 100근, 102근으로 나뉘었으며, 돌은 200근, 250근, 300근으로 나뉘었다. 활은 완전히 당겨지고, 검은 춤을 추며, 돌은 땅에서 한 자 이상 들어 올릴 수 있어야 했다. 
내장에서는 무경의 한 구절을 소리 없이 낭송해야 하며, 정확하고 깔끔하게 할 수 있어야 했다.

## 한국

### 고려 시대
고려 초기에는 여진족의 침략에 저항하기 위해 조정은 많은 군사 인재를 양성했다. 예종 4년(1109년)에 무학재를 세웠는데 이를 강학재라고도 하였다. 
그러나 이 시기 고려는 문벌이 강했고 많은 문관들이 조정이 무관을 양성하기 위해 무학재를 설립한 것에 불만을 품었다. 초기에는 많은 사람들이 무학재에 입학했고, 과거에 떨어진 자도 입학하면서 결과적으로 사람들은 문과를 포기하고 무과를 따르는 경향이 나타났고, 무학이 점차 유행하면서 문학과 맞붙게 될 우려를 불러 일으켰다. 따라서 인종 11년에 무거와 강예재가 폐지되었다. 
고려 말, 공민왕 초기에 이색이 무학의 재개를 청원하는 편지를 썼지만, 그의 요청은 받아들여지지 않았다. 무과 시행을 위한 구체적인 규칙인 '무과법'은 공양왕 때 제정되었지만, 시행되기 전에 고려는 망했다. 

### 조선 시대
조선 초, 고려의 무과법이 계승되어 무과와 문과를 동등하게 중시하고 소홀히 하지 않도록 규정했다. 조선 태조 2년(1393)에 무과가 정식으로 제정되어 태조 8년에 시행되었다. 
무과는 일반적으로 문과와 함께 시행되었으며, 초시, 복시, 전시로 나뉘었다. 초시는 무예를 시험하는 것이었고, 해마다 가을에 치러졌다. 초시 합격자는 예년 봄에 한양으로 가서 병조에서 주최하는 복시에 참가했다. 복시에서는 군사 전략과 소수의 고전 및 역사서를 시험하여 28명의 후보자가 선발되었다. 복시에 합격한 사람들은 궁중으로 가서 왕이 주관하는 전시에 참가했는데, 여기에는 마상 격구, 보격구, 그리고 무경칠서 등 병학 경전에 대한 강의가 포함되었다. 이들은 1, 2, 3등으로 나뉘었고, 1등은 3명, 2등은 5명, 3등은 20명이었다. 
무과 합격자는 무과출신(武科出身)이라 불리며 홍패를 받았다. 이들의 품계는 문관과 같았고, 별시위권지(别侍卫权知) 또는 훈련원권지(训练院权知)라고 불렸다. 
매년 치러지는 과거(식년시) 외에도 증광, 별시, 정시, 알성시, 춘당대시, 외방별과 등의 임시 과거도 있었다. 후기에는 따로 관무재(觀武才)가 설치되었다. 또한 매년 봄과 가을에 한양에서 병조와 훈련원이 주관하는 도시가 치러졌고, 각 도의 지방관(병마절도사)들이 주관하는 지방의 과시는 군사, 동서반 종3품 이하의 현량 가운데에서 후보자를 선발했다.

## 베트남

### 후 레 왕조
레 왕조 말기, 쩐-응우옌 분쟁으로 북쪽의 찐 주와 남쪽을 다스리는 응우옌 주 두 정권이 자주 싸움을 벌였다. 쩐 정권은 무거를 창시하고 정기적으로 무술 대회를 열어 군사적 재능을 훈련했다. 나중에 정권 간의 내부 갈등 외에도 곳곳에서 민란이 발생했다. 응우옌 정권에 맞서고 동시에 민란을 진압할 병력 양성을 위해 쩐 정권은 레 왕조 바오타이 4년(1723)에 무거를 처음으로 설치했고, 이후로 기본적으로 3년에 한번 실시했다. 1771년에 남쪽에서 떠이선 봉기가 일어나 응우옌 군주들이 봉기를 진압하러 나선 사이에 찐 주는 기회를 틈타 남쪽으로 진군하여 떠이선 군대와 전쟁을 벌였다. 군사과시를 통한 군사 인재 선발의 필요성은 더욱 절실해졌다. 따라서 전쟁 중 레 현종 경흥 연간 동안 찐 주가 실시한 무거 횟수와 선발된 지원자 수가 가장 많았다. 무거는 경흥 46년(1785)까지 3년마다 실시되었다.
후 레 왕조의 무거는 그 이름과 합격자의 호칭이 중국과 달랐는데, 무거를 소거(所舉)라 하고, 합격자를 신분과 합격 횟수에 따라 생원(生員), 변생(弁生), 학생(學生), 학생합식(學生合式) 및 변생합식(弁生合式)이라고 불렀다. 무거 회시와 전시를 합쳐 박거(博舉)라 하였고, 합격자를 조사(造士)라 하였다.

### 응우옌 왕조
응우옌 왕조는 사덕(嗣德) 연간에만 무거를 실시하였고, 부방을 두었으며, 합격자를 무진사(武進士)라고 불렀다.

## 무거 출신의 무장
중국 역사에서 무과 출신으로 높은 지위에 오른 장군은 많지 않다. 유명한 인물로 당 현종 개원 초기에 무거에 급제한 곽자의, 송 휘종으로부터 '절륜급제'라는 칭호를 받기도 했던 서휘연, 명 가정 연간의 무거인으로 왜구 진압에 공을 세운 명장 척계광을 비롯해서 임조정, 왕래빙, 오양, 오삼계, 마세룡, 손조수 등이 있었다. 

## 명조의 무장원
- 왕래빙

## 청조의 무장원
순치 3년(1646년)부터 광서 24년(1898년)까지 총 109명이 무장원 칭호를 얻었다.

### 순치 연간(7인)
- 순치 3년(1646년) 곽세형은 산둥 장추 출신이었다.
- 순치 6년(1649): 김포일
- 순치제 9년(1652년)에 왕우희는 저장(浙江) 런허(任河) 출신이었다.
- 순치 12년(1655년): 우국주
- 순치제 15년(1658년)에 유연은 저장성 산음 출신이었다.
- 순치제 17년(1660년), 임벤지는 강소성 상원에서 태어났다.
- 순치제 18년(1661년)에 곽위내(曹衛内)는 산둥 제녕(濟寧) 출신이었다.

### 강희(21명)
- 강희제 3년(1664년): 오삼위
- 강희제 6년(1667년), 진범신은 순천 완평에서 태어났다.
- 강희 9년(1670년)에 장영기는 직례(直禮) 선저우(瀋州) 출신이었다.
- 강희(康熙) 12년(1673년), 낭천서(庵泉皮)는 저장성 산음(山陰) 출신이다.
- 강희제 15년(1676년) 순국량
- 강희제 18년(1679년), 낙기는 저장성 콰이지 출신이었다.
- 강희제 21년(1682) : 왕계현
- 강희(康熙) 의주(宜州)년(1685년): 직예(立利) 출신 서현무(徐玄吳).
- 강희제 27년(1688) : 왕영통
- 강희제 30년(1691년), 장문환은 간쑤성 닝샤 출신이었다.
- 강희제 33년(1694년), 조일위가 황실 경비대에 임명되었다.
- 강희제 36년(1679년)에 베이징 근위대장으로 임명되었다.
- 강희제(康熙帝) 경진년(1700년): 감숙성 닝샤(寧夏) 출신 마회박(马惠伯).
- 강희제 42년(1703년), 조위성(曹衛成)
- 강희제 45년(1706년), 양천은 강소성에서 징집된 관리였다.
- 강희제 기주년(1709년) 천삭은 직현 출신이었다.
- 강희제 51년(1712) : 이현광
- 강희제 53년(1713년), 간쑤성 닝샤 출신의 이루바이.
- 강희제 54년(1715년), 세도는 한군의 칭호를 받았다.
- 강희제 57년(1718년)에 영주(榮九)로 봉해졌다.
- 강희 60년(1721년) 신주과: 임덕용

### 옹정왕조(5명)
- 옹정 원년(1723) : 이애
- 옹정제 가정년(1724년)에 한나라 군대 백상감 조국경이 등장.
- 옹정제 5년(1727년)에 왕원호는 산둥 교주 출신이었다.
- 옹정(永鄭) 경서년(1730년): 직예 창리(長利) 출신 기다용(秦大容).
- 옹정제 11년(1733년)에 손종샤는 산시성 진안 출신이었다.

### 건륭제(27명)
- 건륭 원년(1736년), 마복수는 한나라 군대에 황색 상감을 두르고 있다.
- 건륭 2년(1737년)에 하반룡은 직례(直禮) 임추(任秋) 출신이었다.
- 건륭 4년(1739년) 주추구는 저장성 진화 출신이었다.
- 건륭 7년(1742년)에 가정칙령이 반포되었다.
- 건륭제(乾隆帝)의 의주(義州)년(1745년) 한나라 군대의 정황(正皇) 계급의 동맹(董孟).
- 건륭제 13년(1748년), 장조반은 강소성 태흥 출신이었다.
- 건륭제 16년(1751년), 장대경은 산시성 풍대 출신이었다.
- 건륭제 17년(1752년), 하팅량은 직례 현 선현 출신이었다.
- 건륭제 19년(1754년): 고림
- 건륭 22년(1757년) 정주과시에 출제된 이과량의 출신지는 직례(直禮)의 풍윤(風倫)이었다.
- 건륭 25년(1760년) 경천년, 마권은 산서성 양취(楊曲) 출신으로, 런중년에 이미 삼등을 차지한 적이 있었고, 이름은 마경(馬盲)이었다. 이 해에 이름을 좌중(左中)으로 바꾸었다.
- 건륭 26년(1761년)에 단비룡은 직례 영년 출신이었다.
- 건륭제 28년(1763년), 만주 정황(正皇) 덕호(德浩)
- 건륭제 31년(1766년): 백성룡
- 건륭제 기주(1769년)에 순톈 바저우 사람인 천지평이 태어났다.
- 건륭 36년(1771년), 임대표는 절강성 강산(江山) 출신이다.
- 건륭제 37년(1772년), 이위광은 광둥 장락 출신이었다.
- 건륭제 40년(1775년)에 산둥성 복산 출신인 옥모상에게 봉해졌다.
- 건륭제 43년(1778년), 싱둔싱은 직례 정주 출신이었다.
- 건륭 45년(1780년) 경자고시: 절강성 강산(江山) 출신 황예(黃瑞).
- 건륭제 신주년(1781년) 순톈 대흥 출신의 유쌍.
- 건륭 가천년(1784년): 강소성 태주 출신 유영경.
- 건륭제 52년(1787년): 산둥성 린칭 출신의 마조루이.
- 건륭제 54년(1789년), 장쑤성 타이저우 출신의 유국청.
- 건륭제 55년(1790년), 옥복은 한나라 군대에 황색 상감을 더한 옥복(玉福)이라는 칭호를 하사받았다.
- 건륭제 58년(1793년), 서전표는 산둥성 엽현에서 태어났다.
- 건륭제 60년(1795년): 제비후

### 가청나라(12명)
- 가경 원년(1796년) 황인용은 광둥 해양 출신이었다.
- 가경 4년(1799년)에 이운룡은 직례 부성 출신이었다.
- 가경(嘉清) 신우년(1801년) 광둥 남해 출신의 요다닝.
- 가경 7년(1802년)에 이백옥은 만성 직례 출신이었다.
- 가경(嘉慶)년(1805년)에 직현(直賢) 출신인 장련원(张蓮元).
- 가경 13년(1808년): 서화청
- 가경제 14년(1809년), 왕도성은 장시성 러핑 출신이었다.
- 가경 16년(1811년) 허난성 등주(登州) 출신 마전가(馬甲).
- 가경 19년(1814년) 산동성 이도 출신 정전녕.
- 가경 22년(1817년) 정주과시에서: 오풍래
- 가경 24년(1819년), 서개업은 과거에 급제하지 못해 과거에서 쫓겨났고, 차점자 진중영이 1등으로 진급했습니다. 그는 산시성 신무 출신입니다.
- 가경 25년(1820년) 경진(慶鎭)년에 장이숙(张诉肅), 만주정황(滿州正皇).

### 도광나라(15명)
- 도광 2년(1822년): 장운정(張雲亭)은 직예(端利) 청풍(靑峰) 출신이다.
- 도광제 3년(1823년) 장충룡은 산서성 임현 출신이었다.
- 도광 6년(1826년): 산서성 양곡(陽深) 출신 이향청(戦祖淸).
- 도광제 9년(1829년) 산둥성 펑라이 출신의 오우(吳羽).
- 도광제 12년(1832년), 산시성 영추 출신 이광진.
- 도광제 11년(1831년), 임추화는 주관의 유장리에서 입선자로 선정되었다.
- 도광제 13년(1833년) 허난성 연현(燕縣) 출신 우풍산(牛風山).
- 도광제 15년(1835년) 박기산은 만주에서 가장 인기 있는 후보였다.
- 도광제 16년(1836년), 왕예는 안숙 직례 출신이었다.
- 도광제 18년(1838년), 임추 출신인 호광가가 입적했다.
- 도광제 20년(1840년), 조운붕은 허난성 여양 출신이었다.
- 도광제 21년(1841년)에 덕청은 한백군(漢白軍)의 칭호를 받았다.
- 도광제 24년 가정년(1844년)에 장전화는 엄격하고 강한 남자였다.
- 도광제 25년(1845년): 직예성 동명 출신 오덕신.
- 도광제 27년(1847년), 이신지는 직례(直禮) 진저우(金州) 출신이었다.
- 도광제 30년(1850년) : 펑양춘(彭陽春), 쓰촨성 화양(淮陽) 출신.

### 함풍조(5명)
- 함풍 3년(1852년)의 화친왕: 산둥의 제재공 천재천.
- 함풍 3년(1853년)에 문창용은 천진 출신이었다.
- 함풍 6년(1856년) 왕세청은 직례 남하 출신이었다.
- 함풍 9년(1859년) 산둥성 역성 출신 한진가.
- 함풍 10년 (1860) : Zhili Funing 출신의 Ma Hongtu.

### 동치 연간(6명)
- 동치 원년(1862년) 한단 직리 출신 석천양.
- 동치 2년(1863), 황대원(黃大庵)은 직예(端企) 회안(淮井) 출신이다.
- 동치 의추년(1865년): 직예 광평(廣平) 출신 장수근(張守金).
- 동치제 7년(1868년), 저장성 천태(天台) 출신의 진귀분(陈貴分).
- 동치 10년(1871년) 신묵과에 응시한 사람: 복건성 상항 출신 정진탕.
- 동치 가서년(1874년): 장봉명(張鳳命)은 하남성 서평(西平) 출신이다.

### 광서제(11명)
- 광서제 2년(1876년), 복건성 후관 출신의 송홍투.
- 광서제 3년(1877년), 동재탕은 한나라 군대 장교였다.
- 광서(廣書) 경진년(1880): 복건성 용천(龍泉) 출신 황페이송.
- 광서제 9년(1883년), 양정비는 허난성 샹푸에서 태어났다.
- 광서제 12년(1886년), 송잔규는 산둥성 창이 출신이었다.
- 광서제 15년(1889): 산동성 양구 출신 이몽석.
- 광서제 16년(1890년): 산둥성 염성 출신 장현주.
- 광서제 18년(1892년): 장쑤성 해주(海州) 출신 변진(邊震).
- 광서제 20년(1894년) 가오과(嘉后穩)에서: 장시(江西)성 포양(浦陽) 출신 장홍주(張洪珠).
- 광서제 21년(1895년) 오국동은 천진 출신이었다.
- 광서제 24년(1898년): 직예성 카이저우 출신 장삼가.

## 같이 보기
- 중국의 과거 제도
- 1위
- 무술

## 같이 읽기
틀:Wikisource further reading
1. ↑  陳文 (15). 《越南科舉制度研究》. 北京: 商務印書館.